# شعار كندا
شعار كندا (بالفرنسية: Armoiries du Canada)‏، المعروف أيضًا باسم أو رسميًا شعار صاحبة الجلالة الملكة في حق كندا (بالفرنسية: Armoiries de Sa Majesté la reine du Canada)‏، الشعار الملكي الكندي (بالفرنسية: armoiries royales du Canada)‏، هو شعار النبالة الرسمي للملك الكندي منذ عام 1921. تم تصميمه بشكل وثيق على غرار شعار النبالة الملكي للمملكة المتحدة مع عناصر فرنسية وكندية مميزة تحل محل أو تضاف إلى تلك المشتقة من النسخة البريطانية. تم رسم ورقة القيقب في الدرع، في الأصل باللون الأخضر ولكن أعيد رسمها باللون الأحمر في عام 1957، وأضيف خاتم من وسام كندا إلى الذراعين للاستخدام المحدود في عام 1987. تصميم الدرع يشكل المعيار الملكي للملك ويوجد أيضًا على الراية الحمراء الكندية. يستخدم علم الحاكم العام لكندا، الذي كان يستخدم سابقًا الدرع فوق علم الاتحاد، الآن شعار الذراعين على حقل أزرق. الشعار منقوش على أغلفة جوازات السفر الكندية، للدلالة القانونية والرمز إلى أن حاملها يسافر تحت ولاء التاج البريطاني.

## التاريخ

اقترح بلاسون لمقاطعة كندا الفرنسية عام 1663

قبل قيام الاتحاد الكندي عام 1867 كانت شعار المملكة المتحدة بمثابة رمز للسلطة الملكية في كندا. لم يتم منح الشعارات لأي من المستعمرات في أمريكا الشمالية البريطانية باستثناء منح شعار نوفا سكوشا  وشعار نيوفاوندلاند في القرن السابع عشر. في العام التالي للاتحاد تم منح الشعار بموجب أمر ملكي في 26 مايو 1868 إلى أونتاريو  وكيبيك  ونوفا سكوشا  (وقع خطأ أن نوفا سكوشا قد مُنحت شعار، واستغرق الأمر حتى عام 1929 م لاستعادت الشعار الممنوح في القرن السابع عشر)  وأخيرا نيو برونزويك. في الأمر الملكي لعام 1868 أذنت الملكة فيكتوريا بتقسيم الشعارات الأربعة للمقاطعات الأولى إلى أربعة لاستخدامها في الختم العظيم لكندا، وبينما لم يتم ذلك بالنسبة للختم العظيم الأول من خلال هذا المرجع فقد أصبحت هذه الشعارات بواقع الأمر شعارات لكندا حتى عام 1921. هذا هو السبب في أن كندا مُثلت بهذا الشكل بأول راية حمراء حملتها القوات الكندية في فيمي ريدج في عام 1917.
ظهر درع عليه الشعار مقسم الي أربعة في البداية ثم بمرور الوق ومع انضمام المزيد من المقاطعات والأقاليم إلى كندا جُمع الأعضاء الجدد في الاتحاد في الشعار من أجل الاستخدام الحكومي الشعبي وحتى الكندي. أدى هذا في النهاية إلى شعار به تسعة أقسام وهو ترتيب لم يوافق عليه الملك مطلقًا.
باعتبار تسع وحدات على شعار أمر معقد للغاية  بالنسبة لرمز وطني، وبحلول عام 1915 بدأت حملة لتصميم شعار جديد لكندا. تم تشكيل لجنة في عام 1919 لمتابعة هذه القضية، ووافقت في النهاية على أن عناصر الشعار الجديدة ستشير إلى الشعارات الملكية في إنجلترا وإيرلندا واسكتلندا وفرنسا مع أوراق القيقب التي تمثل كندا، على الرغم من عدم وجود إجماع في ذلك الوقت على كيف سيتم استخدام الأوراق. استقرت تسوية القرار بحلول عام 1920 وتشاورت اللجنة مع كلية الشعارات في لندن فقط لمواجهة مقاومة استخدام الشعارات الملكية من مسئول الشعارات الملكية. بعد بعض التسويات بما في ذلك التدخل الشخصي من ونستون تشرشل طُلب الشعار الجديد لكندا رسميًا في النهاية بموجب مرسوم في 30 أبريل 1921 وتم اعتماده في 21 نوفمبر من نفس العام بإعلان الملك جورج الخامس كشعارأو راية لسلطة كندا. يعكس التصميم الجديد عن كثب شعارات المملكة المتحدة  مع إضافة أوراق القيقب في القاعدة والإشارة إلى الشعار الملكي الفرنسي في الربع الرابع. كما أسس المرسوم الأبيض والأحمر كالألوان الوطنية لكندا.
في عام 1931 مع تمرير قانون وستمنستر أصبحت كندا والبلاد الأخرى ذات سيادة كاملة من المملكة المتحدة. كان لهذا تأثير رفع شعار الكندي الذي تم منحه كشعار مخصص لاستخدامات معينة في المستعمرة إلى وضع الشعارات الملكية للملك في حق البلاد لأغراض عامة في جميع أنحاء البلاد. وهكذا استبدلوا شعار النبالة البريطاني الذي كان في السابق شعار للأغراض العامة في جميع أنحاء الإمبراطورية البريطانية وفي غرف المحاكم والمباني الحكومية لتمثيل الملك الحاكم. يمكن رؤية هذا التغيير في الختم العظيم لكندا لجورج السادس حيث حل شعار الملكية لكندا محل الشعار البريطاني وذلك هو أكثر وضوحًا في الختم العظيم لكندا لإليزابيث الثانية حيث أعيد تعريف العنوان باسم ملكة كندا. هذا أصبح شعار النبالة لملكة كندا.
بحلول عام 1957 أعاد آلان بيدو رسم الشعار لتصبح الأوراق حمراء ولتغير التاج الملكي من أحد تصميمات تيودور إلى تاج آخر يشبه تاج سانت إدوارد على النحو الذي تفضله الملكة إليزابيث الثانية. للاحتفال بالدستور الكندي عام 1982 والذي أنهى أخيرًا آثار السلطة البريطانية على كندا، اقترح طالب جامعة ماكجيل يدعى بروس هيكس على وزير الخارجية جيرالد ريجان أن يتم وضع شعار وسام كندا حول الدرع في من أجل جعل هذه الشعارات الملكية تتماشى مع الشعارات الملكية الأخرى، والتي عُرض العديد منها في كندا خلال الاستعمار الفرنسي والإسكتلندي والإنجليزي حيث يظهر أعلى وسام شرف وطني لتلك الدول حول درع الشعار (الشعارالبريطاني عُرض وسام الرباط والشعارالملكي الإسكتلندي وسام الشوك وشعار فرنسا الوطني وسام الروح القدس ووسام القديس ميخائيل). لم ينجح الأمرفي هذه المحاولة الأولى واصل هيكس حملته وانضم إليه عدد من الهواة والمحترفين الآخرين. كصحفي في معرض الصحافة البرلمانية في أوتاوا في أواخر الثمانينيات وأوائل التسعينيات أعاد هيكس صياغة التغير بشكل استراتيجي كشيء يستحق للاحتفال بالذكرى السنوية الخامسة والعشرين بشعاركندا في عام 1992، وهي الفكرة التي أقرتها اللجنة الاستشارية وسام لكندا.
استغرق الأمر حتى عام 1994 للملكة للموافقة على التصميم الجديد للاستخدام العام، على الرغم من أن هيئة هيرالديك الكندية بدأت في السماح باستخدامه المحدود بدءًا من عام 1987 حيث تم استخدام الشعار لتمثيل الملكة شخصيًا في خطابات براءة اختراع. حملت براءة اختراع هذه الرسائل الدرع من الشعار الملكي إلى جانب حلقة خلف الدرع التي تحمل شعار وسام كندا (باللاتينية: Desiderantes meliorem patriam). بمجرد الحصول على الموافقة الملكية أعيد تصميم الإنجاز الكامل لتستخدمه الحكومة الفيدرالية في برنامج الهوية الفيدرالية. تم رسم التصميم الحالي لشعار كندا بواسطة كاثي بورسي سابورين وفريزر هيرالد في هيئة هيرالديك الكندية.
في يونيو 2008، قدم عضو البرلمان بات مارتن اقتراحًا إلى مجلس العموم الكندي يدعو الحكومة إلى تعديل شعار النبالة لتضمين الرموز التي تمثل شعوب الأمم الأولى والإنويت والميتيس في كندا.

## الاستخدام

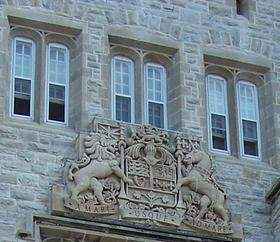
شعار كندا في كوري هول الكلية العسكرية الملكية في كندا

إن شعاركندا هو شعار السيادة السيادة والملكية الوطنية. يتم استخدامه كدليل على السلطة من قبل مختلف الوكالات الحكومية والممثلين بما في ذلك رئيس الوزراء  ومجلس الوزراء  ومعظم المحاكم، بما في ذلك المحكمة العليا  بالإضافة إلى القوات المسلحة الكندية وشرطة الخيالة الكندية الملكية. وهو موجود أيضًا في جميع فئات العملات ما قبل فترة الأوراق النقدية الكندية الكبيرة (في الواقع تُعد الطريقة التي تم بها طباعة الشعارعلى كل فاتورة ميزة أمان)  بالإضافة إلى عملة خمسين سنت كندي 50¢  وعلى الغلاف من جوازات السفر الكندية. منذ عام 1962 شكلت لافتة للشعار مشوهة بصيغة مختلفة من اسم الملكة معيار الملك لكندا لاستخدامها من قبل الملكة بصفتها ملكة كندا. منذ ذلك الحين تم إنشاء ستة معايير إضافية للاستخدام من قبل أعضاء آخرين في العائلة المالكة الكندية.

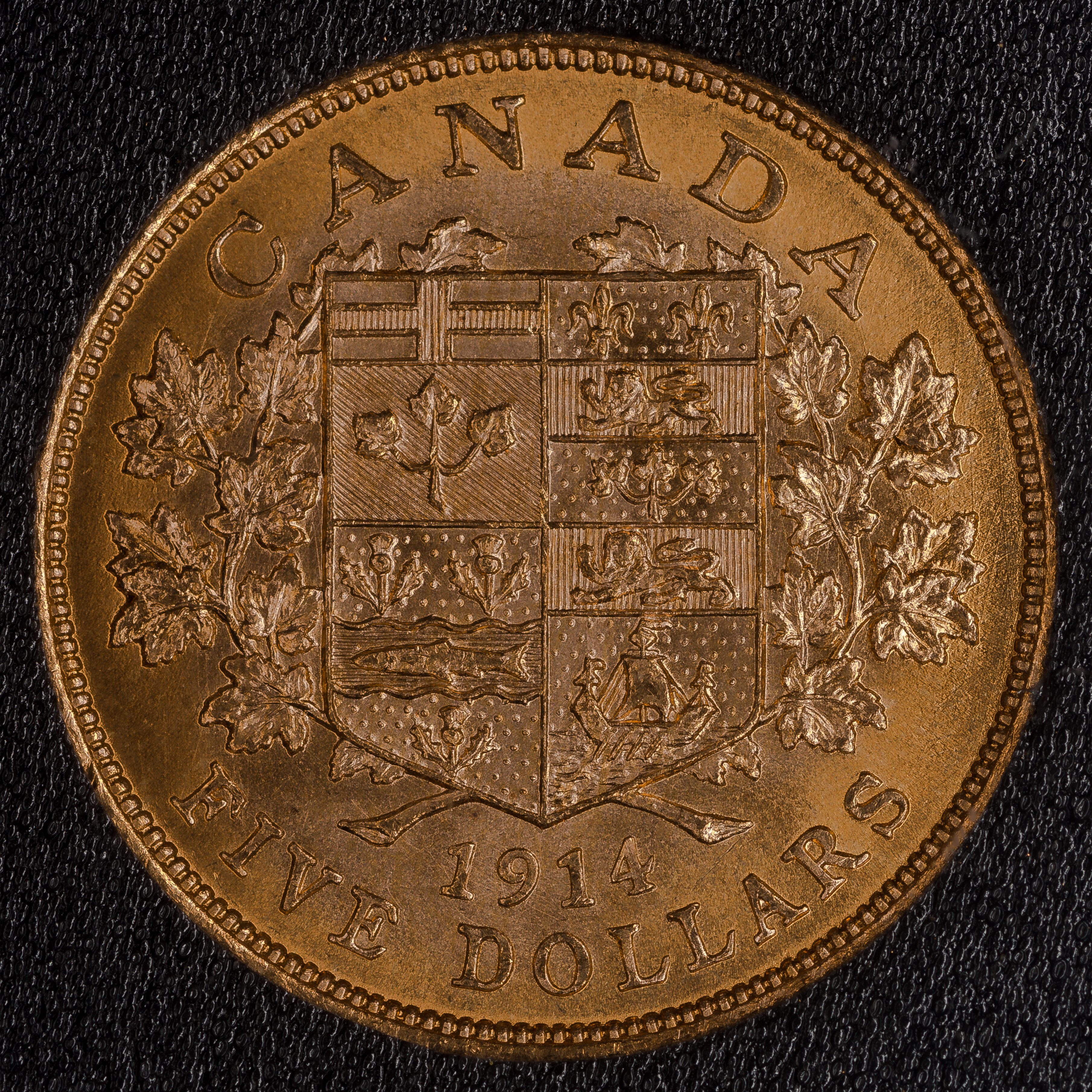
عملة معدنية بقيمة 5 دولارات كندية من عام 1914 سُكت في 1912-1914وتضم نسخة 1868 من الشعار

في القوات المسلحة الكندية وشرطة الخيالة الكندية الملكية يرتدي كبار الرتب غير المفوضين نسخة 1957 من شعار النبالة كشارة رتبة مما يمثل حقيقة أنهم تلقوا تفويض من الملكة. كلا من شعاري كندا المنقحين لعامي 1957 و 1994 هما رمزان حكوميان رسميان محميان يستخدمان لتمثيل الدولة بموجب برنامج الهوية الفيدرالية. تتميز بطاقات الإقامة الدائمة الصادرة من عام 2015 بتمثيل هولوغرافي لإصدار 1957 من شعار النبالة. تم استخدام الإنجاز الكامل لشعار النبالة من قبل الحكومة الكندية في بعض الأحيان على علم أحمر عادي، كما هو الحال في عام 1967 للاحتفال بالذكرى المئوية للاتحاد. يتم استخدامه أيضًا على العلم في شكله النهائي الكامل في الاحتفالات العسكرية مثل عروض وشم القوات المسلحة الكندية. يتميز العلم الشخصي للحاكم العام منذ عام 1981 بشعار كندا على خلفية زرقاء.
ردًا على حملة جديدة من قبل بروس هيكس للبرلمان الكندي للحصول على رموز شعارية مميزة على طول الأبواب المنزلقة (يتم استخدام أشكال مختلفة من الرموز من قبل مجلس العموم واللوردات في البرلمان البريطاني) تم دعم اقتراح من قبل المتحدثين في مجلس العموم جون فريزر وجيلبرت بارنت في النهاية تكونت اللجنة مجلس العموم بعد اقتراح من النائب ديريك لي والذي قبله تم استدعاء هيكس وروبرت وات أول رئيس لهيئة شعارات النبالة الكندية بإعتبارهما الشاهدين الخبيرين الوحيدين على الرغم من هذه السيناتور سيرج جويال انضم إلى اللجنة بحكم منصبه نيابة عن مجلس الشيوخ. ثم طلب عضو مجلس العموم  بيتر ميليكين من هيئة الشعارات الكندية أن تفوض مثل هذا الرمز وفي 15 فبراير 2008 أذن الحاكم العام لمجلس العموم بالبدء في استخدام شارة درع الموجود في الشعار الملكي علي الصولجان الاحتفالي المخصص لمجلس العموم كرمز للسلطة الملكية التي يعمل في ظلها. باتباع مثال مجلس العموم طلب مجلس الشيوخ وحصل في 15 أبريل 2008 على شارة مماثلة لنفسه مع درع الشعارالملكيي الذي يعلو الصولجان المخصص لمجلس الشيوخ.

## القانون
نظرًا لأن الشعارات الملكية خاصة للملك فلا يمكن استخدامها دون موافقة. إن شعار النبالة «كما تم تصميمه في عام 1921 ونُقح في عام 1957 وكذلك في عام 1994» «محمي بموجب قانون العلامات التجارية وقانون حقوق النشر ولا يمكن استخدامه أو إعادة إنتاجه دون إذن». علاوة على ذلك، «تتم متابعة العلامات والتصميمات المشابهة للرموز الرسمية باعتبارها انتهاكًا لحقوق النشر أو العلامة التجارية». كما ينص قانون العلامات التجارية على أنه «لا يجوز لأي شخص أن يتبنى أي أمر مثل علامة تجارية أو غير ذلك أي علامة تتكون من أو تشبه إلى حد كبير للشعارت أو علم تتبناه كندا وتستخدمهما في أي وقت». بالإضافة إلى ذلك بموجب حقوق النشر التابعة لقاننون حقوق التأليف والنشر للتاج البريطاني«يلزم دائمًا الحصول على إذن عند مراجعة عمل ما أو تكليفه أو ترجمته بغض النظر عما إذا كان الغرض من النسخ هو التوزيع الشخصي أو التوزيع العام غير التجاري».

## تطورالشعار

1868
1870
1873
1907
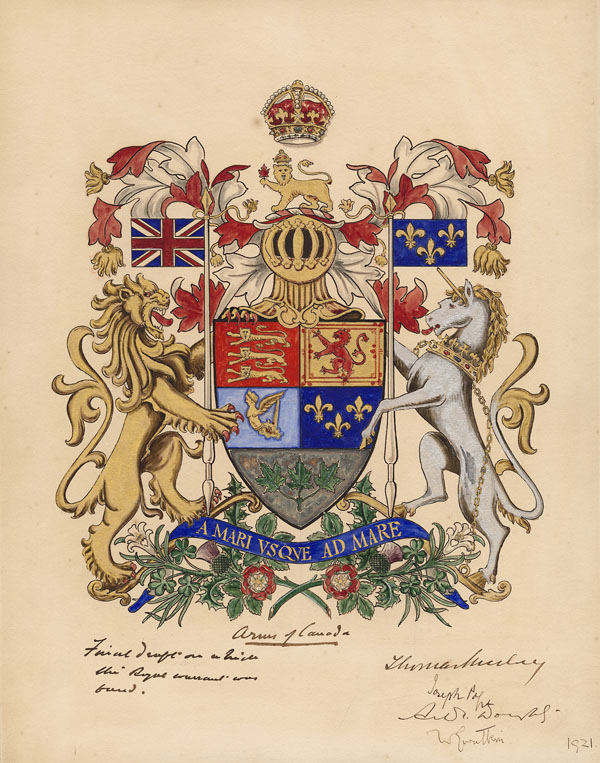
1921
1921
1957